# Corn Island
Corn Island là một khu tự quản thuộc tỉnh Región Autónoma del Atlántico Sur, Nicaragua. Khu tự quản Corn Island có diện tích 9 ki lô mét vuông. Đến thời điểm năm 2005, huyện Corn Island có dân số 6626 người.